# Takahiro Mitsuyoshi
Takahiro Mitsuyoshi (光吉 孝浩; ...) è un fotografo e regista giapponese.

## Biografia
Dopo la laurea conseguita presso l'Università Waseda di Tokyo, diviene fotografo e direttore di programmi televisivi. Nel 2007 partecipa al Contents Creation Science Program presso l'Università di Tokyo, e l'anno seguente realizza il suo primo documentario, Blue Symphony (ブルーシンフォニー, 2008), incentrato sulla figura di Jacques Mayol, apneista francese, il quale era solito recarsi presso la località giapponese di Karatsu (唐津, prefettura di Shiga). 
Il documentario prende in esame la relazione tra Mayol e la natura, ed è stato presentato in anteprima mondiale nel corso della 21ª edizione del Tokyo International Film Festival nel 2008. Successivamente, è stato proiettato anche nel corso del “NEW ASIA FILM FESTIVAL” tenutosi a Vancouver nel 2009.

## Filmografia
- Blue Symphony (ブルーシンフォニ) (2008)